# Johan Bär (Admiral)
Johan Bär (* 29. Juni 1620 in Narva; † 24. Mai 1688 in Malmö) war ein schwedischer Admiral deutsch-baltischer Herkunft während des Schonischen Krieges.

## Familie
Johan Bär wurde im Jahre 1620 als Sohn von Johan Bär Sr. geboren. Er entstammt der alten seit 1122 in Kurland ansässigen Adelsfamilie Bär. Das Familienwappen der Familie Bär zeigt einen Bären auf blauem Schild. Dieser hält ein Senkblei in der erhobenen rechten Vorderpfote.
Im Jahre 1649 wurde Johan Bär in den Adelsstand erhoben.
Er war verheiratet mit Anna Kristina Slatte (* 1646; † 8. März 1701 in Malmö). Sein Sohn Johan Bär war Oberstleutnant und Kommandeur der Festung Älvsborg. Mit seinem Tod im Jahre 1742 starb das Adelsgeschlecht Bär aus.

## Militärische Karriere
Johan Bär begann seine militärische Karriere im Jahre 1642 als Seekadett und wurde 1645 zum Leutnant in der Admiralität ernannt. In den Jahren 1648/49 leitete er militärische Operationen in der Provinz Södermanland.
Als Kapitän kommandierte er im Jahre 1653 ein Schiff in der Flotte Carl Gustaf Wrangel während des Krieges gegen Dänemark. 1659 wird er zum Admiralsleutnant ernannt. Fünf Jahre später wird er mit der Aufgabe betreut die Flotte in der schwedischen Provinz Finnland und Åland zu inspizieren und zu überwachen.
Johan Bär wurde 1674 in den Admiralitätsrat berufen, im folgenden Jahr wurde er zum Vizeadmiral ernannt. Im Nordischen Krieg erhielt er das Kommando über zwei Seegeschwader der schwedischen Flotte. 1676 erfolgte seine Ernennung zum Admiral und Kommandeur von drei Geschwadern in der Flotte der Admirals Lorentz Creutz.
Er nahm an den Seeschlachten von Bornholm und Öland als Kommandant des Orlogschiffes Nyckeln (86 Kanonen) teil.
Aufgrund angeblicher Untätigkeit während er Schlacht von Öland wurde Bär am 13. Juni 1677 vom schwedischen König Karl XI. aus der Marine entlassen. Er wurde jedoch vom Kommissionsrat der Marine von den gegen ihn erhobenen Vorwürfen freigesprochen. Bär wurde jedoch nicht mehr in die Marine aufgenommen und verlebte die restlichen Lebensjahre auf einem Bauernhof in der Nähe von Malmö.